# Maison de Vignory
Au Moyen Âge, la seigneurie de Vignory était à l'origine démembrée de l'ancien comté de Bologne (voir l'article Lambert de Bassigny). Elle formait une baronnie qui comprenait 26 communes, ainsi que la baronnie de Voivre, composée des villages de d'Argentolles-Pratz, Biernes et Harricourt. Vassaux des comtes de Bourgogne, c'est en 1262 que Gautier II place sa seigneurie sous la mouvance définitive des comtes de Champagne.
Gautier Ier aurait eu pour armes : 
| Armes de Vignory | d’argent à une hamade de gueules |

Le premier seigneur connu est Guy Ier vers 990. On lui doit la fondation de l'église du village qui ne sera terminée que sous son successeur. La famille s’éteignit en Jeanne de Vignory qui épousa vers 1260 Étienne de Châlons.

## Seigneurs de Vignory[4]
- Guy Ier de Vignory († avant 1040), il serait fils de Raoul Barbeta (Barbarus) et d'une sœur cadette de Lambert de Bassigny[5]. Il fait construire le château de Vignory ainsi que l'église Saint-Étienne de Vignory. Il épouse Mathilde vers 970 dont il a plusieurs enfants :
  - Roger de Vignory, qui succède à son père.
  - Girard de Vignory, prévôt et archidiacre à Langres.
  - peut-être Ingelbert de Vignory, seigneur d'Ambonville, dont le fils Milon de Vignory aurait participé à la première croisade en 1099[6].
- Roger de Vignory († avant 1057). Il fonde le prieuré de Vignory. Il épouse en premières noces Mathilde puis en secondes noces Adèle de Bar-sur-Aube vers 1042, fille de Nocher III, comte de Bar-sur-Aube. De son premier mariage, il a plusieurs enfants :
  - Guy de Vignory, qui succède à son père.
  - Girard de Vignory, cité dans une charte de 1100 avec son fils Warnier de Vignory.
  - Roger de Vignory, chanoine à Langres.
  - Wandalger ou Brunon de Vignory, abbé de Montier-en-Der de 1049 à 1082.
- Guy II de Vignory dit l'Ancien ou le Rouge (avant 1097). Il est le fils de Roger de Vignory et de Mathilde. Il épouse Hildegarde, dont le nom de famille est inconnu, dont il a au moins six enfants :
  - Guy de Vignory, qui succède à son père.
  - Albert de Vignory, cité dans une charte de 1059 environ et une autre de 1081.
  - André de Vignory, cité dans une charte de 1059 environ.
  - Arnoul de Vignory, cité dans une charte de 1081.
  - Lambert de Vignory, archidiacre de l'église de Langres.
  - Roger de Vignory, abbé de Montier-en-Der de 1097 à 1125[7].
  - peut-être Boson de Vignory, établi dans la vallée de l'Aube et qui épouse une certaine Odearde dont il a un fils : Renaut.[6]
- Guy III de Vignory (avant 1126). Il participe au concile de Troyes de 1104. Il épouse Béatrix de Bourgogne, fille de Henri de Bourgogne et de Sybille de Barcelone, dont il a trois enfants :
  - Robert de Vignory († avant 1126), mort avant son père, probablement sans union ni postérité.
  - Guy de Vignory, qui succède à son père.
  - Aldearde de Vignory, qui épouse Roger, seigneur de Joinville, fils de Geoffroy II de Joinville et d'Hodierne de Courtenay, dont elle a six enfants.
- Guy IV de Vignory dit le Jeune († v. 1150). Vers 1125, il part en pèlerinage à Jérusalem puis participe à la deuxième croisade en 1147 où il trouve la mort. Il épouse Alaïs ou Adélaïde, dont le nom de famille est inconnu, dont il a trois enfants :
  - Guy de Vignory, probablement mort avec son père pendant la deuxième croisade. Il a peut-être eu une épouse prénommée Tiphaine, dont il n'a pas eu d'enfant.
  - Barthélemy de Vignory, qui succède à son père.
  - Béatrix de Vignory, qui épouse en premières noces Robert Wichard, comte de Clefmont, dont elle a plusieurs enfants. Veuve, elle épouse en secondes noces Guillaume de Tilchâtel, dont elle a au moins un enfant.
- Barthélemy de Vignory († 1191), lui et son fils Gui sont comptés au nombre des victimes du siège de Saint-Jean-d’Acre pendant la troisième croisade. Il épouse en premières noces une dame de Coublant dont il a une fille. Veuf, il épouse en secondes noces Elvide de Brienne vers 1158, fille du comte de Brienne Gautier II (et d'Adèle de Soissons ?), dont il a six ou sept enfants :
  - de (1) : Elisabeth de Vignory, citée dans une charte de 1179.
  - de (2) : Barthélemy de Vignory, probablement mort jeune.
  - de (2) : Guy de Vignory, qui part en Terre sainte avec son père où il trouve également la mort. Décédé sans union ni postérité.
  - de (2) : Gautier de Vignory, qui succède à son père .
  - de (2) : Alix de Vignory, qui épouse Foulques II de Choiseul, dont elle au moins cinq enfants.
  - de (2) : Béatrix de Vignory, qui épouse en premières noces Henri Gros, seigneur de Brancion et d'Uxelles, fils de Josserand III Gros de Brancion et d'Alix de Chalon, dont elle au moins deux enfants. Veuve, elle épouse en secondes noces Dalmas de Semur, seigneur de Luzy, dont elle au moins deux autres enfants.
  - de (2) : Béatrix de Vignory, qui aurait épousé Jean Ier de Roucy, comte de Roucy, mais n'aurait pas eu de postérité.
  - de (2) : peut-être Ermengarde de Vignory, qui épouse Wiard de Reynel, fils aîné d'Arnould III de Reynel , comte de Reynel, et de son épouse Hodiarde de Pierrefite, dont elle a quatre enfants.
- Gautier Ier de Vignory († v. 1229), chevalier banneret de Philippe Auguste. Il se croise en 1199 mais ne semble pas avoir participé à la quatrième croisade. Il fait partie des partisans d'Erard de Brienne lors de la guerre de succession de Champagne. Il épouse Isabelle de Laferté-sur-Amance dont il a cinq enfants :
  - Gautier de Vignory, qui succède à son père comme seigneur de Vignory.
  - Guy de Vignory († après 1247), qui hérita de la seigneurie de Laferté-sur-Amance. Il épouse une prénommée Alix, dont le nom de famille est inconnu, dont il a au moins un enfant.
  - Guillaume de Vignory, chanoine à Langres. Probablement mort jeune avant ses parents.
  - Marguerite de Vignory, citée dans une charte de 1213 et une autre de 1227. Probablement morte sans union ni postérité.
  - Gérard de Vignory, chanoine puis archidiacre à Langres.
- Gautier II de Vignory (1229 / † 1262), marié en secondes noces à Isabelle de Sancerre dont il eut :
  - Jeanne, mariée à Étienne de Chalon de Salins, dit le Sourd († 1302), fils de Jean Ier l'Antique (1190-† 1267) comte de Chalon, comte d’Auxonne, comte-régent de Bourgogne, seigneur de Charolais et de Salins. La descendance de Jeanne et Étienne le Sourd assuma la seigneurie de Vignory,  avec passage au XVe siècle aux Vergy jusqu'à Jean IV de Vergy († vers 1460). Quant à Laferté-sur-Amance, la succession est plus confuse : ce fief entre dans l'obédience des Chalon et se retrouve aux mains d'un cousin germain d'Étienne de Salins, le célèbre chroniqueur de St-Louis, le sénéchal Jean de Joinville : d'où passage à son fils le maréchal Anseau et à son petit-fils le comte Henri V de Vaudémont, puis succession à Thiébaud VII de Neufchâtel-Bourgogne, puis aux de Ray, enfin aux Choiseul.